# FlatOut Ultimate Carnage
FlatOut Ultimate Carnage è un videogioco automobilistico sviluppato dalla Bugbear Entertainment, pubblicato da Empire Interactive e distribuito nell'autunno 2008 da Atari. È il seguito di FlatOut 2. Un porting per PlayStation Portable di Ultimate Carnage è stato rilasciato con il nome di FlatOut: Head On.
Si differenzia dal precedente capitolo innanzitutto per la nuova modalità Carnage che dà il nome al gioco; inoltre durante le gare si affrontano ben 12 avversari, sono presenti nuove modalità di gioco, quando un'auto viene distrutta è eliminata definitivamente dalla gara e sono presenti nuovi effetti particellari. Per PC supporta il sistema Games For Windows LIVE.
Questo capitolo si caratterizza, ancora più degli altri FlatOut, per l'importanza del motore fisico: sono fondamentali infatti scontri e salti per guadagnare Nitro da usare per accelerare, inoltre in alcune modalità di gioco l'obiettivo è distruggere le vetture avversarie. Oltre alle 2 modalità di gioco per giocatore singolo (FlatOut e Carnage) sono presenti 5 diversi tipi gare per giocatore singolo e 2 per il multigiocatore.

## Modalità di gioco
Oltre alle 2 modalità di gioco per giocatore singolo (FlatOut e Carnage) sono presenti 5 diversi tipi gare per giocatore singolo e 2 per il multigiocatore.
La modalità FlatOut è pressoché identica a quella presente in FlatOut 2, mentre la modalità Carnage è una completa novità.

### Modalità FlatOut
Il giocatore deve comprare una vettura per affrontare diverse coppe suddivise in 3 categorie (Derby, Gara e Strada), ognuna composta da un numero limitato di gare di velocità. Vincendo le coppe sblocca nuovi eventi (A tempo e Derby), e ogni 2-3 coppe vinte sblocca nuove auto e nuove coppe. Ogni volta che svolge una gara o un evento può vincere soldi con cui comprare auto e potenziamenti.
- Sfide a tempoː Il giocatore gareggia da solo per effettuare un giro del circuito entro un tempo stabilito. Non è presente la Nitro.
- Derbyː Questi eventi si svolgono in arene dove l'obiettivo è distruggere tutte le auto avversarie. Ogni scontro fa guadagnare un certo punteggio e una volta rimasta solo un'auto vince chi ha effettuato il punteggio più alto.(le ultime tre auto rimaste hanno un bonus in punti:5,10,15)

### Modalità Carnage
Questa modalità si compone di diverse sfide in cui il giocatore deve cercare di totalizzare il punteggio più alto possibile. I punteggi più alti totalizzati in ogni sfida vanno a sommarsi per totalizzare il punteggio del giocatore. Ogni volta che raggiunge un determinato punteggio sblocca nuove sfide. Ottenere l'oro in determinate sfide permette di sbloccare alcune vetture.
- Gara Carnageː L'impostazione è quella di una gara normale, ma il tempo è limitato (il limite aumenta ogni volta che si passa dai checkpoint) e si guadagnano punti effettuando salti, passando dai checkpoint, scontrandosi contro lo scenario e contro gli avversari. La propria posizione determina il moltiplicatore di punteggio (1: x5, 2-3: x4, 4-6: x3, 7-9: x2)
- Deathmatch Derbyː Simili ai derby della modalità FlatOut, in questa modalità ogni auto ha un certo numero di vite (che aumenta distruggendo avversari), si guadagnano punti solo distruggendo auto (o sopravvivendo particolarmente a lungo), e durante la gara compaiono diversi bonus che si possono prendere (Nitro Infinita, Corazza, Super Massa, Super Colpo, Esplosione, Punteggio Raddoppiato, Riparazione)
- Acrobaziaː Usando il proprio pilota come proiettile umano si devono vincere diverse sfide ispirate a diversi sport (bowling, rugby, curling, sci, nuoto, calcio, basket, freccette...)
- Beat the Bombː il giocatore gareggia da solo e deve passare entro un quantitativo molto limitato di tempo per dei checkpoint. Ogni checkpoint aumenta il tempo a disposizione di una quantità sufficiente a raggiungere il successivo. Il punteggio aumenta a mano a mano che l'auto percorre il circuito, terminato il tempo l'auto esplode.

## Colonna sonora
- 32 Leaves. Waiting
- Art of Dying. You Don't Know Me
- A Static Lullaby. Hang'Em High
- Dead Poetic. Narcotic
- Everything at Once. Boys On The Hills
- Hypnogaja. They Don't Care Clean
- Kazzer. Fueled By Adrenaline
- Luna Halo. I'm Alright
- Manafest. Wanna Know You
- No Connection. Feed The Machine
- No Connection. The Last Revolution
- Opshop. Nothing Can Wait
- Point Defiance. Union of Nothing
- Sasquatch. Believe It
- Supermercado. Dithc Kitty
- The Classic Crime. Blisters And Coffee
- The Sleeping. Listen Close
- The White Heat. This Is My Life
- This Is Menace. Cover Girl Monument

## Curiosità
- La popolare auto chiamata "Flatmobile" è la riproduzione della Firebird III prodotta dalla General Motors.